# Гуківська сільська рада
Гу́ківська сільська́ ра́да — адміністративно-територіальна одиниця та орган місцевого самоврядування в Чемеровецькому районі Хмельницької області. Адміністративний центр — село Гуків.

## Загальні відомості
- Територія ради: 5,124 км²
- Населення ради: 1 678 осіб (станом на 2001 рік)
- Територією ради протікає річка Збруч

## Населені пункти
Сільській раді були підпорядковані населені пункти:
- с. Гуків
- с. Бурти
- с. Долинівка
- с. Мар'янівка

## Склад ради
Рада складалася з 18 депутатів та голови.
- Голова ради: Дольний Володимир Романович
- Секретар ради: Соколовська Валентина Станіславівна

### Керівний склад попередніх скликань
| Прізвище, ім'я, по батькові | Основні відомості                                                         | Дата обрання | Дата звільнення |
| --------------------------- | ------------------------------------------------------------------------- | ------------ | --------------- |
| Дольний Володимир Романович | Сільський голова, 1964 року народження, освіта вища, член Народної партії | 26.03.2006   | 31.10.2010      |
| Дольний Володимир Романович | Сільський голова, 1964 року народження, освіта вища, член Народної партії | 31.10.2010   |                 |

Примітка: таблиця складена за даними сайту Верховної Ради України

### Депутати
За результатами місцевих виборів 2010 року депутатами ради стали:

#### За суб'єктами висування
| Суб'єкт висування | Кількість обраних депутатів | %    |
| ----------------- | --------------------------- | ---- |
| Самовисування     | 15                          | 83,3 |
| Народна партія    | 3                           | 16,7 |

#### За округами
| № округу       | Прізвище, ім'я, по батькові         | Дата визнання обраним | Освіта             | Партійна приналежність             | Відомості про обраного депутата                               |
| -------------- | ----------------------------------- | --------------------- | ------------------ | ---------------------------------- | ------------------------------------------------------------- |
| Народна Партія |                                     |                       |                    |                                    |                                                               |
| 3              | Ласій Віктор Миколайович            | 03.11.2010            | середня спеціальна | член Народної партії               | Будинок культури, директор                                    |
| 5              | Дума Людмила Анатоліївна            | 03.11.2010            | середня спеціальна | член Народної партії               | Гуківська сільська рада, начальник військово-облікового столу |
| 15             | Николін Лілія Петрівна              | 03.11.2010            | середня спеціальна | позапартійна                       | Гуківська лікарська амбулаторія, акушер                       |
| Самовисування  |                                     |                       |                    |                                    |                                                               |
| 1              | Якобчук Лариса Петрівна             | 03.11.2010            | середня спеціальна | позапартійна                       | СТОВ «Нива», головний зоотехнік                               |
| 2              | Хоцянівський Віктор Іванович        | 03.11.2010            | середня спеціальна | позапартійний                      | ТОВ «Долинівський щебеневий завод», механік                   |
| 4              | Грицюк Володимир Павлович           | 15.11.2010            | вища               | член Єдиного Центру                | Гуківська лікарська амбулаторія, головний лікар               |
| 6              | Бучок Ганна Володимирівна           | 03.11.2010            | середня            | член Партії регіонів               | ПСК «Надзбруччя» магазин ТПП, директор — продавець            |
| 7              | Мазур Юрій Олексійович              | 03.11.2010            | вища               | член Соціалістичної партії України | Гуківська загальноосвітня школа, завгосп                      |
| 8              | Парніцька Інна Олександрівна        | 03.11.2010            | середня            | позапартійна                       | приватний підприємець                                         |
| 9              | Соколовська Валентина Станіславівна | 03.11.2010            | вища               | член Соціалістичної партії України | Гуківська сільська рада, секретар                             |
| 10             | Сухоставський Віктор Миколайович    | 03.11.2010            | середня            | позапартійний                      | тимчасово не працює                                           |
| 11             | Харевський Віктор Броніславович     | 03.11.2010            | середня спеціальна | член Соціалістичної партії України | СТОВ «Нива», бухгалтер                                        |
| 12             | Дольна Алла Савелівна               | 03.11.2010            | середня спеціальна | позапартійна                       | Мар'янівський фельшерсько-акушерський пункт, завідувачка      |
| 13             | П'янківський Сергій Казимирович     | 03.11.2010            | середня            | позапартійний                      | Фермерське господарство «Троянда», фермер                     |
| 14             | Кунінець Анатолій Степанович        | 03.11.2010            | середня спеціальна | член Партії регіонів               | ТОВ «Оболонь-Агро», фельшер                                   |
| 16             | Гучок Людмила Василівна             | 03.11.2010            | вища               | член Соціалістичної партії України | Фермерське господарство «Іскра», голова                       |
| 17             | Оконний Олександр Пилипович         | 03.11.2010            | середня            | позапартійний                      | ПП «Авангард-Агролюкс», водій                                 |
| 18             | Пустій Василь Володимирович         | 03.11.2010            | середня            | член Комуністичної партії України  | ПП «Авангард-Агролюкс», бригадир тракторної бригади           |